# Meretnebty
Meretnebty war eine altägyptische Königin. Sie war die Gemahlin von Sahure, welcher der zweite König der 5. Dynastie war und etwa 2490 bis 2475 v. Chr. regierte. 
Meretnebty erscheint auf Relieffragmenten aus dem Totentempel der Pyramide von Sahure. Die Pyramide und der Tempel wurden zu Beginn des 20. Jahrhunderts ausgegraben, doch war ihr Name stark zerstört und wurde fälschlich zu Neferthanebty ergänzt. Bei weiteren Grabungen am Aufweg der Pyramide im Jahr 2003 kamen weitere Relieffragmente zu Tage. Auf diesen erscheint auch wieder die Königin, wobei der Name diesmal vollständig erhalten war und Meretnebty lautet.
Meretnebty trug verschiedene wichtige Titel. Darunter „Geliebte Königsgemahlin“ (Ḥm.t-njswt-mrj.t.f = Hemet-nisut-meritef), „Die den Horus und Seth schauen darf“, und „Freundin des Horus“. In einer Szene steht sie neben Neferhetepes, der Mutter von Sahure. Beide halten ihre Hände. Dies mag andeuten, dass sie die Tochter von Neferhetepes war.